# Gletscher

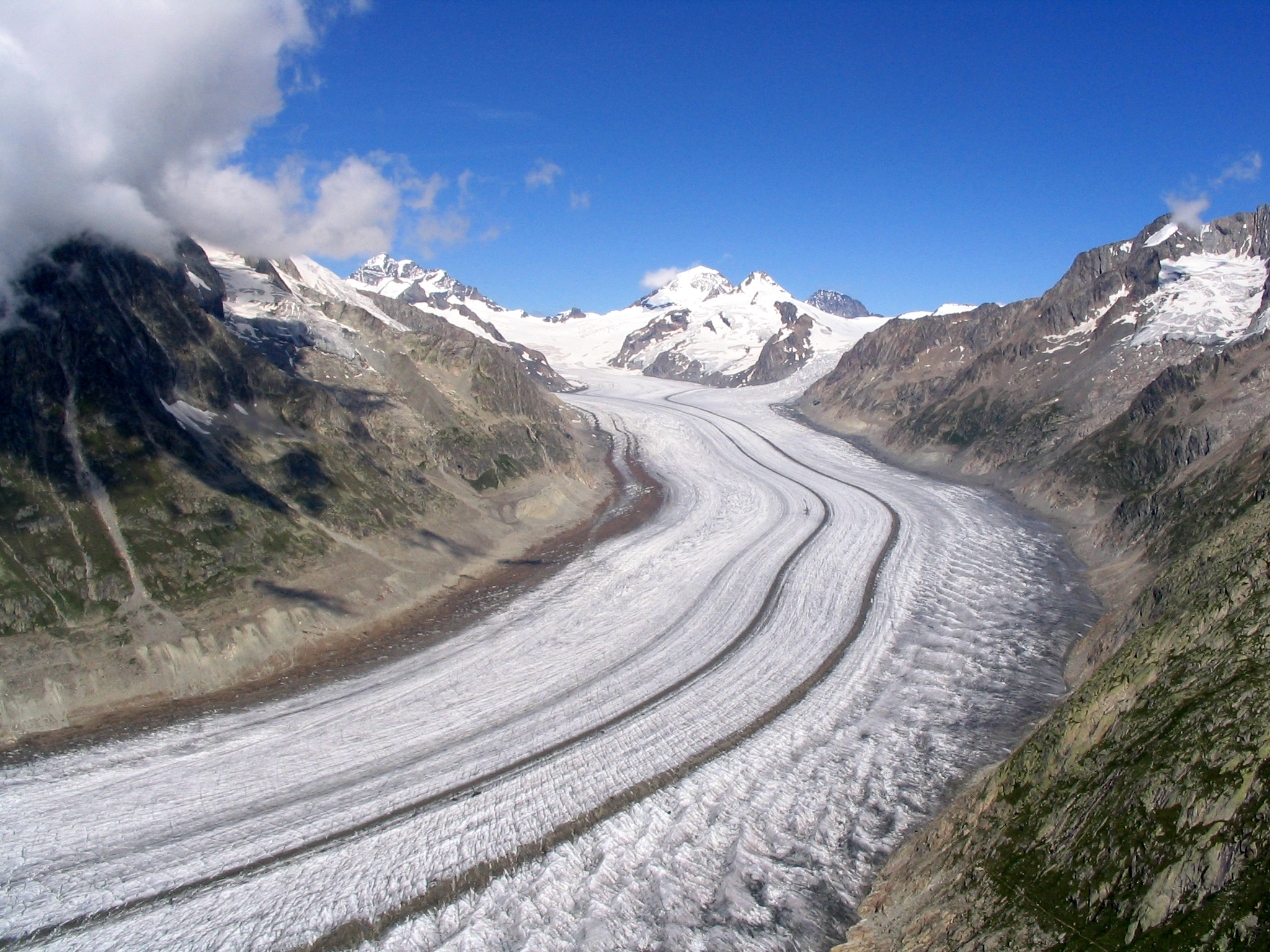
Großer Aletschgletscher, mit deutlich sichtbaren Mittelmoränen

Ein Gletscher (in Tirol und Süddeutschland auch Ferner, in Österreich auch Kees, in der Schweiz auch Firn genannt) ist eine aus Schnee hervorgegangene Eismasse mit einem klar definierten Einzugsgebiet, die sich aufgrund von Hangneigung, Struktur des Eises, Temperatur und der aus der Masse des Eises und den anderen Faktoren hervorgehenden Schubspannung eigenständig bewegt.
Bei der Betrachtung der geomorphologischen Höhenstufen der Hochgebirge wird die Gletscherregion als glaziale Höhenstufe bezeichnet.
Gletscher und Eiskappen speichern derzeit 68,7 % des Süßwassers auf der Erde und sind nach den Ozeanen die größten Wasserspeicher. Sie bedecken in den Polargebieten große Teile der Landflächen. Gletscher sind bedeutende Wasserzulieferer für viele Flusssysteme und haben entscheidenden Einfluss auf das Weltklima. Seit Mitte des 19. Jahrhunderts ist nahezu weltweit ein deutlicher Rückgang der Gletscher zu beobachten (siehe Gletscherschwund seit 1850).
Gletscher sind auch bedeutende Landschaftsformer, insbesondere waren sie dies in den Kaltzeiten (Eiszeitalter) des Pleistozäns, in welchen auf der Nordhalbkugel Inlandeismassen (Fennoskandischer Eisschild) bis in das nördliche Mitteleuropa hineinreichten. Die Gletscher der Alpen und des Schwarzwalds (wie etwa der Feldberg-Gletscher), die in den Kaltzeiten sogar bis ins Alpenvorland vorstoßen konnten, formten gewaltige Trogtäler und prägen die Landschaft bis heute.
Unter Wissenschaftlern gibt es kein allgemein anerkanntes Kriterium, ab welcher Dimension von einem Gletscher gesprochen werden kann. Jedoch muss nach den Maßstäben des United States Geological Survey einerseits die Dicke mindestens 100 ft (30,48 m) betragen (damit die Masse ausreichend für die Eigenbewegung ist), andererseits die Oberfläche mindestens 0,1 km² messen.

## Etymologie und Synonyme
Das ursprünglich schweizerdeutsche Wort Gletscher entwickelte sich aus romanischen Dialektformen (vgl. heutiges glačer im Wallis), die von vulgärlateinisch *glaciārium abstammen, welches von spätlateinisch glacia und lateinisch glaciēs („Eis“) abstammt.
In den Ostalpen ist vom Oberinntal bis zum Zillertal (Zamser Grund) die Bezeichnung Ferner (vgl. Firn) üblich; damit wurde also zunächst der Schnee von fern(d), d. h. aus dem letzten Jahr bezeichnet. Östlich des Zillertals (Venedigergruppe, Hohe Tauern) verwendet man die Bezeichnung Kees, die wahrscheinlich aus einer vorindogermanischen Sprache stammt.

## Entstehung
Gletscher benötigen eine Reihe von entscheidenden Faktoren zu ihrer Entstehung. So ist eine langfristig ausreichend niedrige Temperatur nötig, damit es zu Schneefall kommt. Die Höhenlinie, ab der im langjährigen Mittel mehr Schnee fällt als dort abtauen kann, ist die klimatische Schneegrenze. Diese kann bedingt durch Beschattung oder exponierte Sonnenlagen (z. B. Südhang in einem Gebirge der Nordhalbkugel) lokal um mehrere hundert Meter vom eigentlichen Mittelwert der Region abweichen. Man spricht in diesem Fall von der orografischen Schneegrenze. Nur oberhalb dieser Grenzlinien kann bei geeignetem Relief auf Dauer so viel Schnee fallen, dass dieser eine Metamorphose durchlaufen kann.

### Akkumulation und Metamorphose
Der Prozess der Ansammlung von Schneemassen wird Akkumulation genannt und infolgedessen der Entstehungsbereich eines Gletschers mit Akkumulationsgebiet (Nährgebiet) bezeichnet. Reicht die Schneemächtigkeit aus, dass durch die Auflast der oberen die tieferen Schichten zusammengepresst werden, beginnt die Metamorphose des Schnees hin zu Gletschereis. Dabei wird durch den in der Tiefe immer höher werdenden Druck die im Neuschnee noch 90 % des Volumens ausmachende, in Hohlräumen eingeschlossene Luft herausgepresst. In Gletschereis kann somit der Luftanteil bis auf etwa 2 % sinken. Eis mit einem so geringen Luftanteil besitzt meist eine bläuliche, seltener auch leicht grünliche Farbe.
Höhere Temperaturen beeinflussen die Metamorphose positiv auf zweierlei Wegen. Zum einen bilden sich in wärmeren (temperierten) Gletschern in der Regel kleinere Eiskristalle, wodurch hier und auch in den Vorstufen des Eises wie Firn und granularem Eis (in mancher Literatur auch Firneis genannt) eine Bewegung möglich ist, bei der leichter Luft freigesetzt werden kann. Darüber hinaus kann auch oberflächliches Material aufschmelzen und erneut gefrieren, ohne den Gletscher zu verlassen. So kann zumindest in kleineren Mengen sogar im Tageszyklus eine Verwandlung von Schnee in Eis stattfinden, ohne dass die bei der Druckmetamorphose üblichen Zwischenstufen durchlaufen werden.
Es bedarf 10 m Neuschnee bei einer Dichte von 0,1 g/cm3, um 1,10 m Gletschereis mit einer Dichte von 0,9 g/cm3 zu produzieren. Dies entspricht wiederum einer Wassersäule von 1 m.

### Gleichgewichtslinie
Die Gleichgewichtslinie ist eine Höhengrenze der Glaziologie. Unterhalb dieser Linie im sogenannten Zehrgebiet (Ablationsgebiet) des Gletschers ist der Massenverlust durch Ablation größer als der Zuwachs an Gletschereis. Im oberhalb liegenden Nährgebiet (Akkumulationsgebiet) wird mehr Gletschereis gebildet als durch Ablation verloren geht. In vielen Gebieten entspricht die Gleichgewichtslinie größtenteils der Firngrenze. Die Gleichgewichtslinie wird im Fachjargon auch als Equilibrium Line Altitude (ELA) bezeichnet.

### Ablation und Sublimation
Schmelzwasser kann den Gletscher oberflächlich (supraglazial) oder an seinem Grund (subglazial) verlassen und wird so dem Massenhaushalt des Gletschers entzogen. Subglaziale Schmelzwasser treten meist aus einer als Gletschertor bezeichneten Öffnung in der Gletscherzunge aus, die sich im Zehrgebiet befindet, dem Gegenstück zum Nährgebiet über der Gleichgewichtslinie. Ist ein solcher Abfluss versperrt bzw. tritt nicht auf, entsteht ein unter dem Eis befindlicher, verborgener Gletschersee, die sog. Wassertasche.
Insbesondere polare Gletscher verlieren auch durch den Prozess der Sublimation an Masse, wobei Wasser direkt vom festen in den gasförmigen Aggregatzustand übergeht.
Manche Gletscher werden darüber hinaus durch das Relief zu Massenverlust gezwungen. Dies ist der Fall, wenn beispielsweise bei einem Gebirgsgletscher Eis über eine steile Felskante stürzt oder eine Inlandeismasse bis an eine Küste heranwächst und sich dort kein Schelfeis ausbilden kann, sondern der Gletscher hier zum Abkalben gezwungen ist. Dabei brechen Teile des Eises heraus und können daraufhin als Eisberge über das Meer treiben. Tafeleisberge entstehen, wenn an der Front eines Schelfeises Teile kalben. Durch die Verdrängung des Wassers können kalbende Gletscher gefährliche Flutwellen auslösen.

## Bewegung

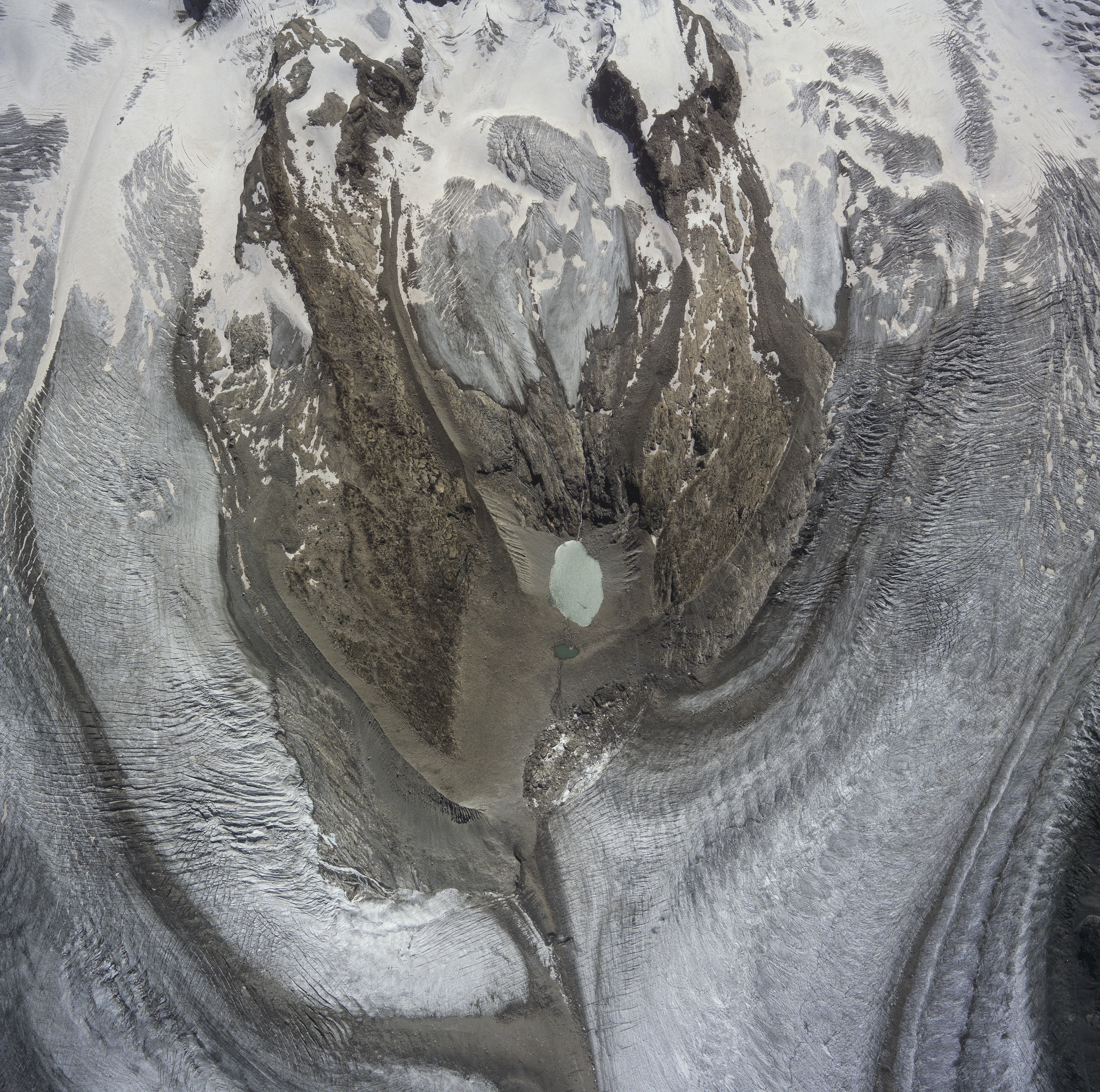
Luftbild des Monte-Rosa-Bergmassivs in den westlichen Schweizer Alpen, das das Einfließen des Grenzgletschers (re.) in den Gornergletscher (li.) zeigt. Aufnahme vom 4. August 1994

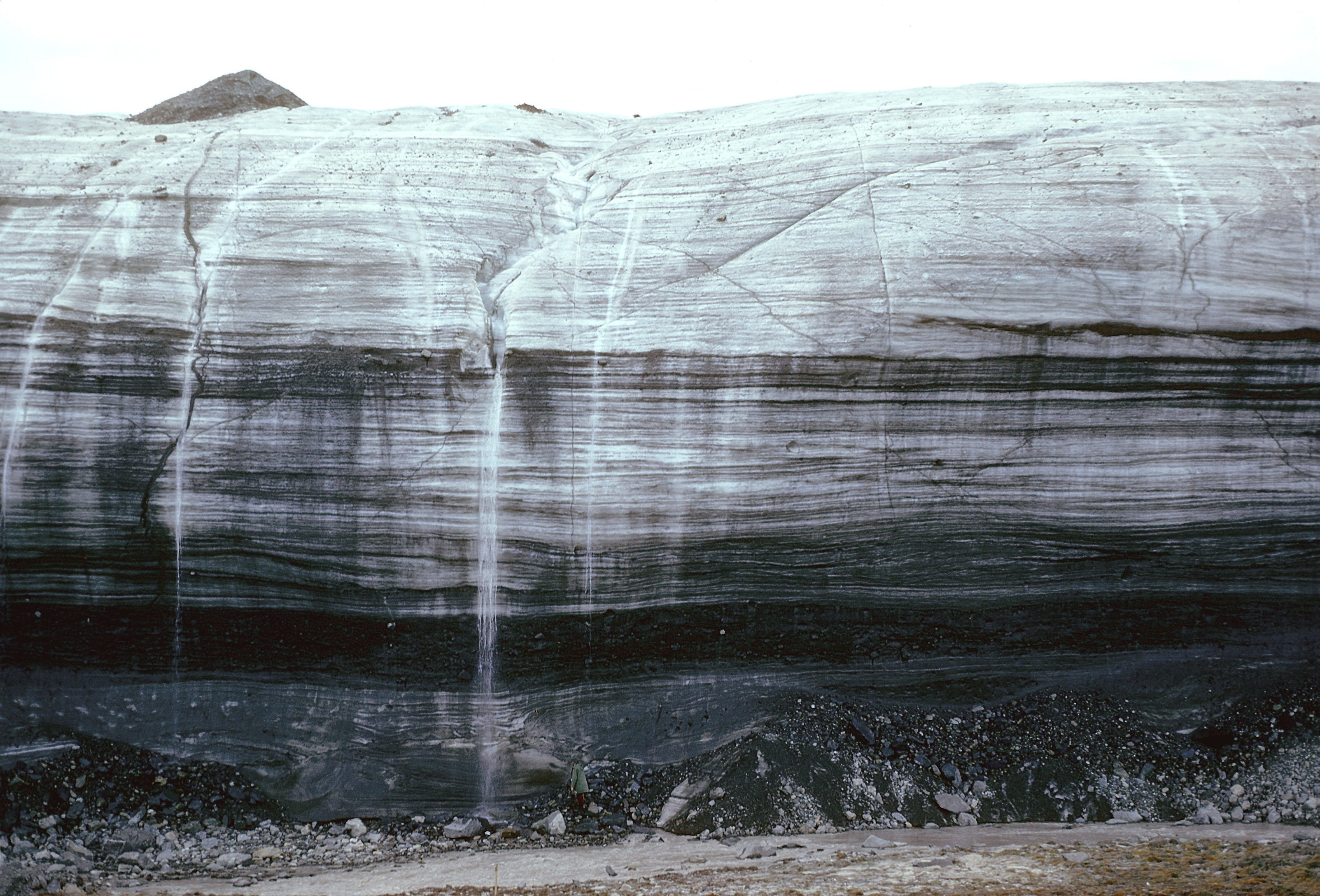
Ein Wasserfall stürzt über die steile, 6 km breite und bis zu 40 m hohe Gletscherstirn des vorstoßenden Webber Glaciers (Grant Land, Ellesmere Island). Basales Moränenmaterial wird beim Vorstoß entlang von Scherflächen in das kalte Gletschereis integriert und verfaltet.

Nur sich bewegende Eismassen werden als Gletscher bezeichnet. Dies schließt auf Wasser treibendes Eis wie Eisberge oder Packeis aus. Generell sind zwei grundlegende Formen der Bewegung von Gletschern zu unterscheiden:

### Eisfließen; Deformationsfließen
Üben die höher liegenden Teile eines Gletschers eine ausreichende Schubkraft auf die tiefer und damit vor ihnen liegenden Gletscherabschnitte aus, so wird dieser Druck durch eine Fließbewegung des Eises abgebaut. Auf molekularer Ebene besteht Eis aus übereinanderliegenden Molekülschichten mit relativ schwachen Bindungskräften zwischen den einzelnen Schichten. Wenn die Spannung, die auf die darüberliegende Schicht einwirkt, die Bindungskräfte zwischen den Schichten übersteigt, bewegt sich die obere schneller als die darunterliegende Schicht. Dabei verschiebt sich die gesamte Eismasse also nicht gleichmäßig, sondern abhängig von den Möglichkeiten der Eiskristalle, sich innerhalb des Gesamtgefüges zu bewegen. An der Gletschersohle sowie den Flanken eines Gletschers kann das Eis oft am anstehenden Gestein festfrieren, wodurch hier keine Bewegung möglich ist. Daher ist die Fließgeschwindigkeit eines Gletschers an der Oberfläche höher als an der Sohle und an den Seiten niedriger als in der Mitte.

### Basales Gleiten
Basales Gleiten tritt vor allem bei temperierten Gletschern mit Basis-Temperaturen knapp unter 0 °C auf, wenn an der Basis ein Film von flüssigem Wasser existiert, auf dem das Eis gleitet (siehe auch Wandernde Felsen). Der Schmelzpunkt von Eis sinkt durch Druckzunahme pro 100 m auflastendem Eis um etwa 0,07 °C (Druckaufschmelzung); bei einem temperierter Gletscher von 500 m Dicke wird der Schmelzpunkt an seiner Basis dadurch auf −0,35 °C abgesenkt. Einige Gletscher sind mit −1,9 °C bis −32 °C kälter als der Druckschmelzpunkt, sodass hier nur die Reibungswärme für die Bildung flüssigen Wassers in Frage kommt, wenn die Salinität keine Rolle spielt.

### Gletscherspalten, Séracs und Ogiven
Reliefbedingt können in einem Gletscher verschiedene Oberflächenformen wie Quer- und Längsspalten, Séracs oder Ogiven entstehen, welche dadurch auch als Indikatoren für die Form des Untergrunds und das Fließverhalten eines Gletschers dienen.
Querspalten entstehen hierbei durch eine Längsdehnung der Gletscheroberfläche. Dies geschieht, wenn der vordere und damit tiefere Teil eines Gletschers schneller fließen kann als der dahinter- und höherliegende. Dieser Prozess wird Extending Flow genannt. Nicht immer entstehen bei Extending Flow auch Querspalten, jedoch sind umgekehrt die Querspalten stets ein klares Anzeichen für Extending Flow. Längsspalten entstehen dagegen durch eine Querdehnung der Gletscheroberfläche. Dies ist häufig bei Vorlandgletschern zu beobachten, welche aus einem engeren Tal in eine weite Ebene austreten, wo sich das Eis weit ausdehnen kann.

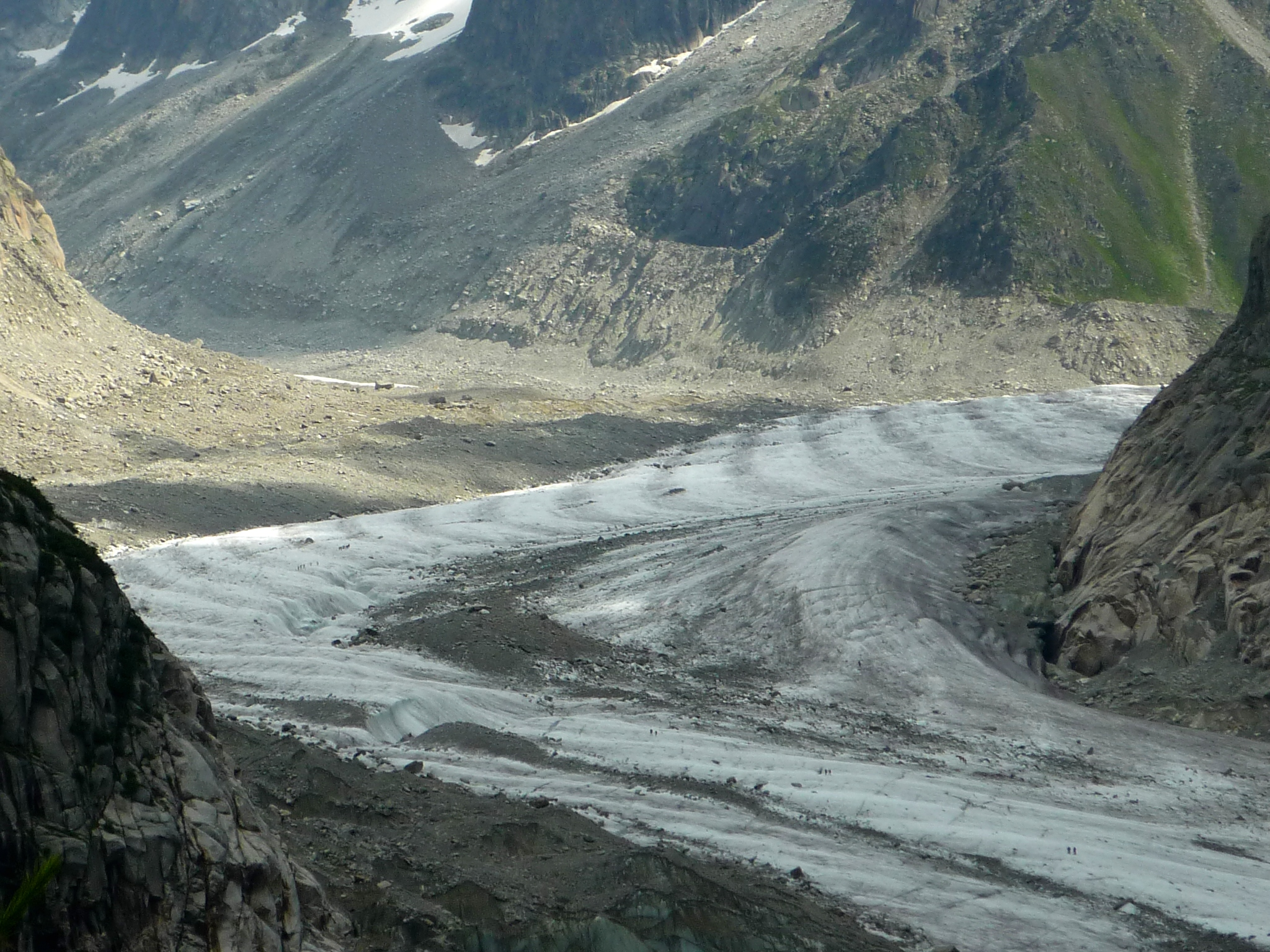
Ogiven (Forbes-Bänder) auf dem Mer de Glace

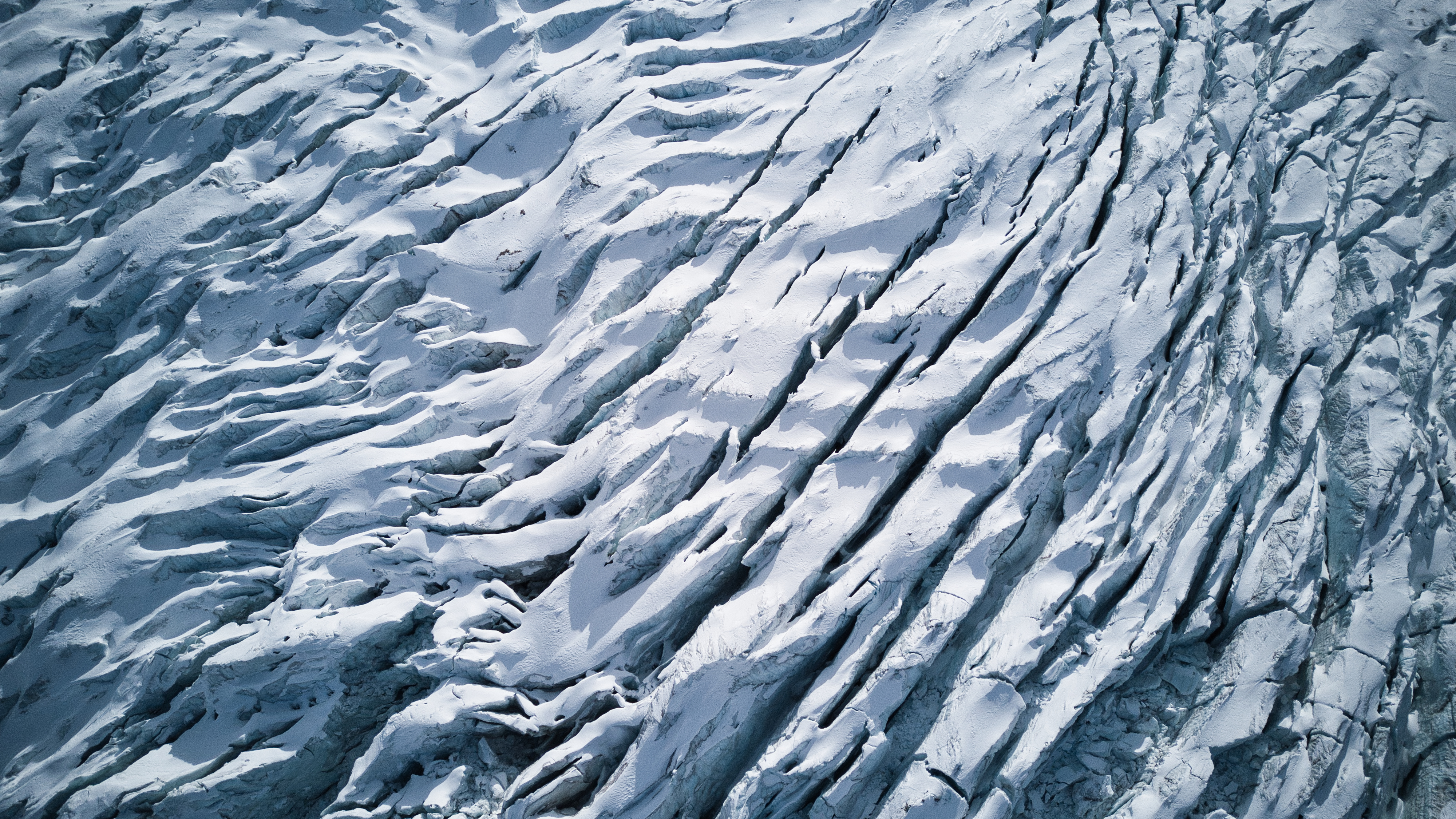
Nahaufnahme des Grenzgletschers bei Zermatt im Februar 2023

Ogiven sind nach dem gleichnamigen gotischen Stilelement benannte regelmäßige Hell-Dunkel-Muster quer zur Fließrichtung. Diese Streifenmuster bilden sich unterhalb mancher Eisbrüche aus, wenn die Durchlaufzeit des Eises im Bruch in etwa mit einem ungeraden Vielfachen eines halben Jahres übereinstimmt.
- Jahreszeitlich bedingte Massenbilanzschwankungen im Eisbruch, ggf. in Verbindung mit Compressive Flow an dessen unterem Ende (höherliegende Teile eines Gletschers bewegen sich schneller als tieferliegende), führen zu sogenannten Wave Ogives (Wellen-Ogiven), die sich in der Folge als Stauchwülste durch den abfließenden Gletscher ziehen.
- Band Ogives (Streifen-Ogiven), auch Forbes-Bänder genannt, gehen auf jahreszeitlich unterschiedlich intensiven Staub- und Polleneintrag zurück. Sie ziehen sich in der Folge als regelmäßige Streifenmuster durch eine relativ glatte Gletscheroberfläche. Das Eis der dunklen Bänder hat im Sommer den Bruch durchlaufen, wobei Schmelzvorgänge die Ansammlung der dunklen Partikel auf der Oberfläche des Gletschers begünstigen. Die hellen Streifen stammen von Eis, das vornehmlich im Winter den Bruch passiert hat.

Ogiven erhalten ihre charakteristische Bogenform dadurch, dass die Fließgeschwindigkeit in der Mitte des Gletschers höher als an seinen Rändern ist.
Séracs sind Eistürme, die durch das Zusammenwirken von Längs- und Querdehnung entstehen und daher meist zusammen mit oder nahe bei Längs- und Querspalten auftreten.

### Eissturz mit Sturzeis

Nördliche Abbruchkante der Gletscherzunge des 30 km langen Perito-Moreno-Gletschers im Lago Argentino, dem größten See Argentiniens

Ein Eissturz ist der Abbruch von größeren Eisstücken eines Gletschers. Das abgebrochene Eis wird auch Sturzeis genannt.

## Typen

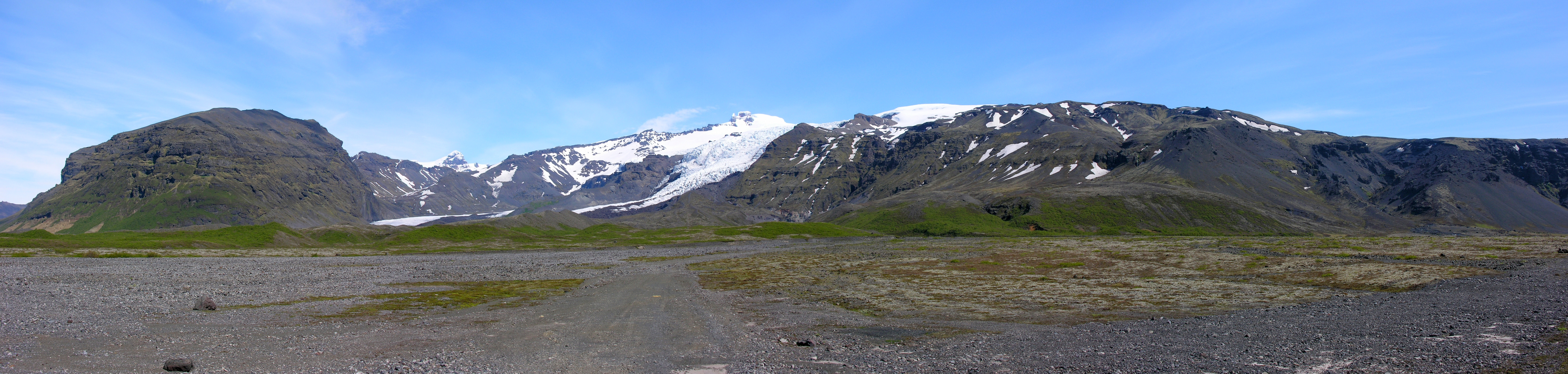
Falljökull, ein Auslassgletscher des Öræfajökull, Island

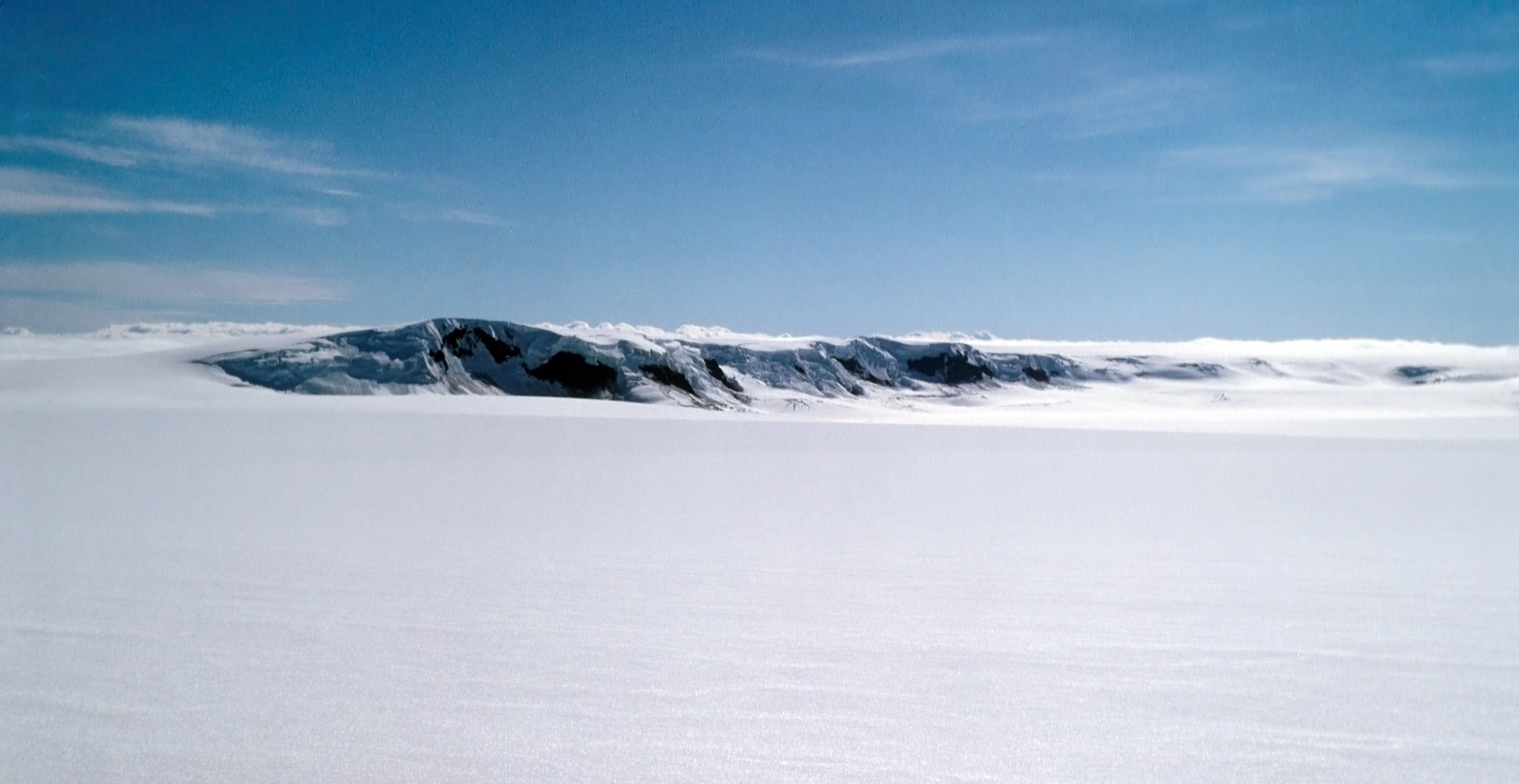
Grímsvötn im Vatnajökull, einem Plateaugletscher in Island

### Entstehungsweise und Entwicklungsstadium

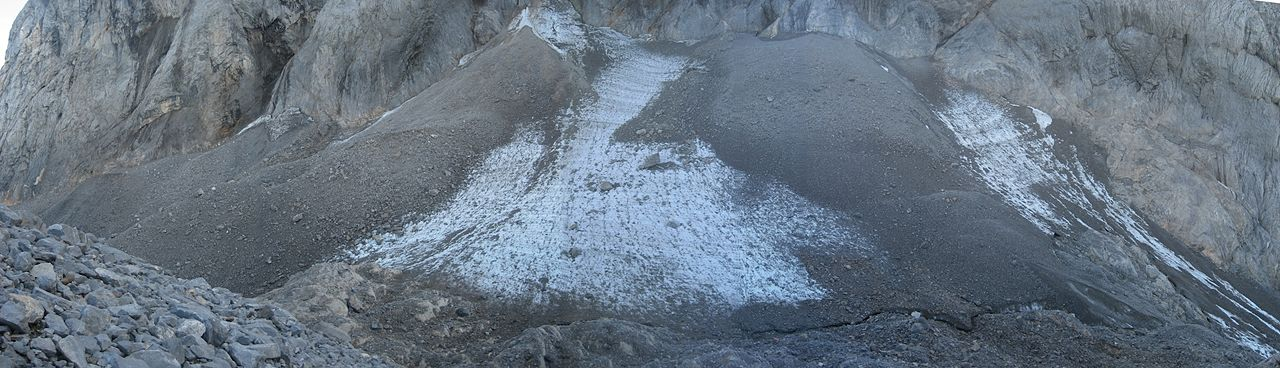
Eiskar, der einzige Gletscher der Karnischen Alpen

Auslassgletscher
bilden sich am Rand von Eiskappen oder Eisschilden, wenn das Eis durch relativ schmale Auslässe fließen muss, die vom Relief vorgegeben sind. Meist haben sie die Form von Talgletschern, manchmal auch von Vorlandgletschern.
Eisstrom
ist ein Bereich von Eisschilden mit erheblich höherer Fließgeschwindigkeit als das umgebende Eis. Große Teile des Abflusses der Eisschilde erfolgt über die Eisströme.
Eisstromnetz
Wachsen Talgletscher so stark an, dass das Gletschereis die Talscheiden überfließen kann, spricht man von einem Eisstromnetz – es besteht kein direkter Zusammenhang zu obigem Begriff Eisstrom. Die Bewegung des Eises wird aber dennoch vor allem vom vorhandenen Relief gesteuert. Die Gletscher der Alpen erzeugten auf dem Höhepunkt der letzten Vereisung ein solches Netz. Heute findet man solche Eisstromnetze noch zum Beispiel in Franz-Josef-Land (Nordpolarmeer), Spitzbergen oder Alaska.
Hanggletscher
sind meist vergleichsweise kleine Eisansammlungen an einem Berghang, die ohne deutliche Zungenbildung enden oder über eine Wandstufe abbrechen („Eisbalkon“). Ein Extremfall ist der Hängegletscher.
Hängegletscher
sind Gletscher, die an steilen Felswänden mit über 40° Neigung „hängen“. Oft haben sie kein Zehrgebiet, da die Zungen durch das eigene Gewicht abbrechen oder in einem tiefergelegenen Hang- oder Talgletscher enden. Ihr Nährgebiet wird meist von großen Firnrinnen, Eiskappen oder Hanggletschern gebildet.
Inlandeis oder Eisschild
bilden die größten Gletscherflächen überhaupt, Eismassen, die so mächtig werden, dass sie das Relief fast vollständig überdecken und sich auch weitgehend unabhängig von ihm bewegen (z. B. in Grönland oder der Antarktis). Einige Wissenschaftler unterscheiden jedoch die großen Inlandeismassen von den kleineren Gletschern und bezeichnen sie deshalb nicht als Gletscher.
 Kargletscher
sind Eismassen geringer Größe, die sich sonnengeschützt in einer Mulde, dem sogenannten Kar, befinden. Kargletscher besitzen keine deutlich ausgebildete Gletscherzunge. Oft sind sie Hängegletscher. Durch die geschützte Mulde können sie tiefer auftreten als Talgletscher.
 Lawinengletscher oder Lawinenkesselgletscher
sind Gletscher, die unterhalb der Schneegrenze liegen und daher kein eigenes Nährgebiet haben. Sie liegen meist im Schutz großer sonnenabgewandter Bergwände und werden von abgelagertem Lawinenschnee gespeist. Daher können sie noch sehr weit unterhalb der Schneegrenze auftreten. Obwohl sie nicht sehr groß werden, zeigen sie je nach Verhältnissen alle typischen Gletschermerkmale wie Eisbewegung und Gletscherspalten. Beispiel: Höllentalferner.
Piedmontgletscher oder Vorlandgletscher
sind Eismassen, die sich aus den Tälern des Gebirges vorschieben, breiten sich ringförmig beziehungsweise fächerförmig im vorgelagerten Flachland aus. Der größte Gletscher dieser Art ist der Malaspinagletscher in Alaska.
Plateaugletscher oder Eiskappe
sind wie Inlandeis eine größere, dem Relief übergeordnete Vergletscherung, aber weniger mächtig (Beispiele: der Vatnajökull auf Island, oder der Jostedalsbreen in Skandinavien).
 Talgletscher
sind Eismassen, die ein deutlich begrenztes Einzugsgebiet besitzen und sich unter dem Einfluss der Schwerkraft in einem Tal abwärts bewegen. Klassisch dafür sind die großen Gebirgsgletscher. Sowohl die Menge des Schmelzwassers als auch die Fließgeschwindigkeit des Gletschers variieren im Jahresverlauf mit einem Maximum im Sommer. Obwohl Talgletscher nur etwa ein Prozent der vergletscherten Gebiete der Erde ausmachen, sind sie wegen ihres imposanten Aussehens der bekannteste Gletschertyp (Beispiel: Aletschgletscher). Sie können selbst außerhalb der Polargebiete gewaltige Ausmaße annehmen: Die größten Gletscher dieser Art sind der Fedtschenko-Gletscher (78 km) im Pamir, der Kahiltnagletscher (77 km) am Denali (Mount McKinley) (Alaska) und der Baltoro-Gletscher (57 km, mit seinen Zuflüssen Godwin-Austen- und Gasherbrum-Gletscher etwa 78 km) im Karakorum.
Von links nach rechts: Hanggletscher, Kargletscher, Talgletscher, Vorlandgletscher, Schelfeis.
Ein Blockgletscher ist trotz seines Namens kein Gletscher, da er nicht aus Schnee hervorgeht, sondern aus mit Eis vermischtem Schutt und Felsblöcken. Er kriecht sehr langsam talwärts, was seiner völlig steinigen Oberfläche eine meist wellenförmige Struktur verleiht, und ist eine Erscheinung des Permafrostes (Dauerfrostboden).

### Thermische Eigenschaften
temperierter Gletscher
Gletscher, deren Eistemperatur sich überall am Druckschmelzpunkt befindet
kalter Gletscher
Gletscher, deren Eistemperatur sich deutlich unter dem Druckschmelzpunkt befindet
polythermischer Gletscher
Gletscher, die sowohl Bereiche mit temperiertem als auch kaltem Eis aufweisen

## Landschaftsformung

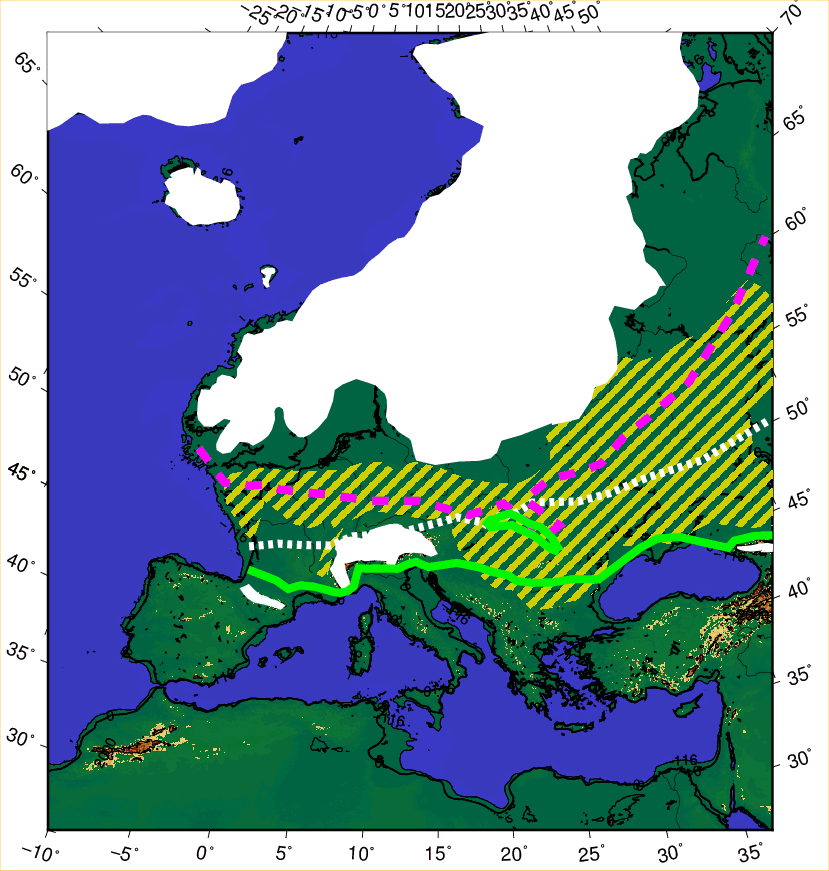
Verteilung der Vegetationszonen während des Kältemaximums der letzten Kaltzeit, im Zeitraum 24.500 bis 18.000 v. Chr. in Europa
weiß: Vergletscherung; rosa Strichellinie: Südgrenze der Tundra; weiße Punktlinie: Südgrenze des Permafrostbodens; grüne Linie: Steppe- / Baumgrenze; gelbe Schraffur: Lösswüste.

Gletscher sind bedeutende Landschaftsformer, die in ihrer Wirksamkeit den Wind und das fließende Wasser deutlich übertreffen. Insbesondere während des Eiszeitalters, als große Teile der Nordhemisphäre vergletschert waren, wurden sehr große Gebiete durch sie umgeformt. Dies betrifft etwa den Alpenraum und andere Hochgebirge sowie Nordeuropa und das nördliche Mitteleuropa, große Gebiete in Nordamerika sowie im nördlichen Asien. Die Wirkung der Gletscher beruht vor allem auf dem von ihnen mitgeführten Moränenmaterial. Man unterscheidet Formen der glazialen Abtragung (Erosion) von Formen und Sedimenten in Aufschüttungsgebieten.

### Erosion und Ablagerungsformen

Schematische Darstellung der glazialen Detersion mit Geröllvorschub

#### Gletscherschliff und Gletscherschrammen
Im Gletschereis mitgeführtes Gesteinsmaterial verschiedener Korngrößen – von feinem Ton bis zu mehrere Meter messenden Findlingen – kann im Gesteinsuntergrund deutliche Spuren hinterlassen. Feinkörniges Material bewirkt dabei in der Regel einen Schliff vergleichbar mit der Wirkung von Schleifpapier, während größere Partikel deutliche Kratzspuren und Rillen im Fels hinterlassen können, unterstützt durch den starken Druck und die Bewegungsgewalt des Gletschers. Diese Rillen werden Gletscherschrammen genannt.
Diese Formen bezeugen eine Bewegung des Gletschereises über den Untergrund und sind daher ein Beweis dafür, dass der einstige Gletscher sich hier durch basales Fließen bewegen konnte und nicht am Untergrund festgefroren war.

#### Detersion und Detraktion

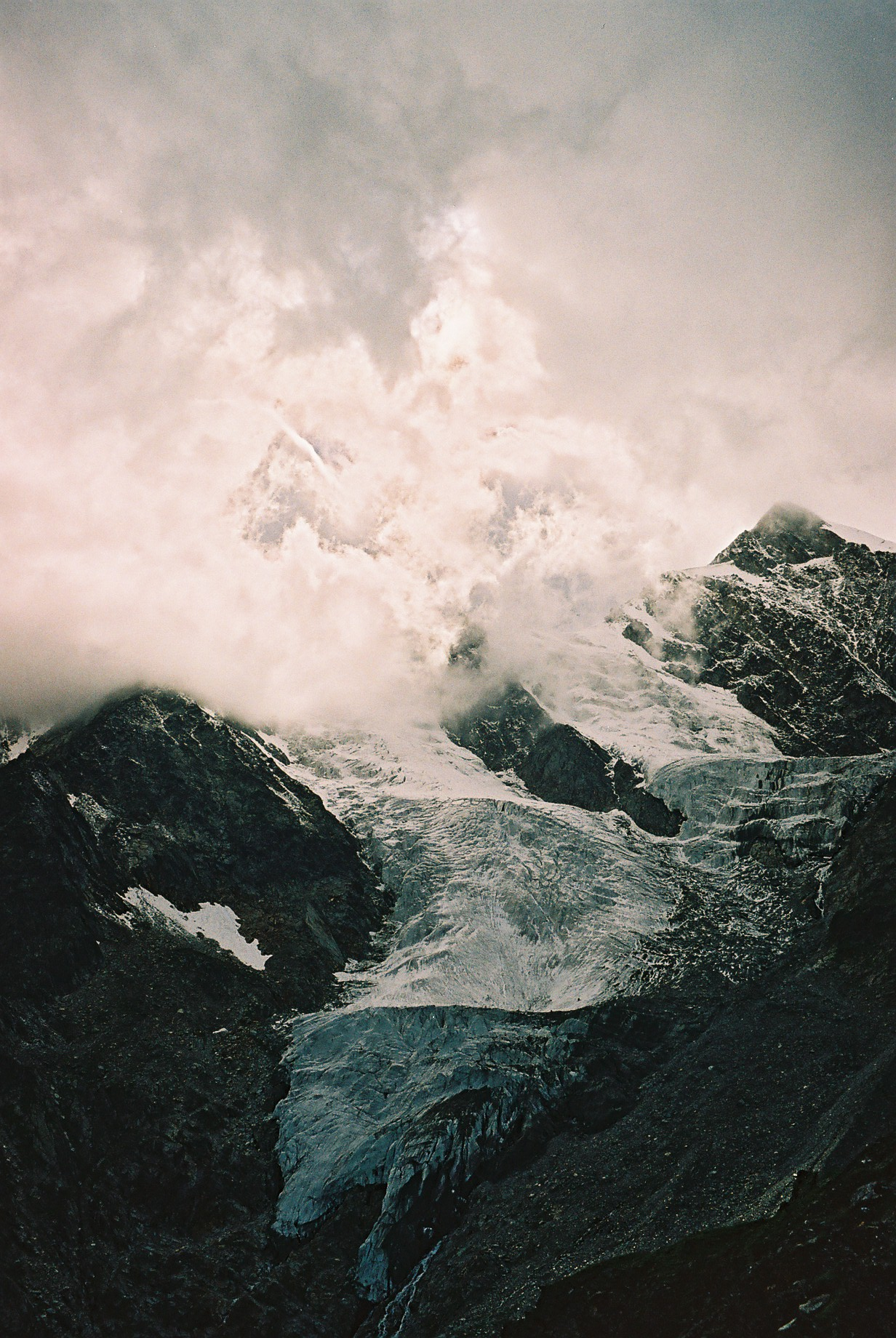
Hohbalmgletscher, über Saas-Fee, Wallis, Schweiz

Gletscher können ihren Untergrund stark formen. Ragt aus dem felsigen Untergrund ein Hindernis im Pfad eines Gletschers, so entsteht eine charakteristische Form. An der Seite des Felsens, die der Fließrichtung des Eises zugewandt ist (Luv), erhöht sich der Druck im Eis, wodurch hier leichter ein Schmelzwasserfilm entstehen kann, auf welchem der Gletscher gleitend über den Felsen fließen kann. Das vom Gletscher mitgeführte Material führt dabei zu einer Erosion des Felsens. Die Luv-Seite erhält so eine stromlinienartige Form ähnlich wie bei einer Sanddüne. Dieser Prozess wird Detersion genannt. Auf der abgewandten Seite (Lee) ist der Druck wiederum deutlich geringer, wodurch sich hier kein Schmelzwasserfilm bilden kann. Stattdessen friert das Eis am Felsen fest und bei der Weiterbewegung des Gletschers wird das Eis mitgeführt und dabei werden Teile aus dem Felsen herausgebrochen. Aus der Detersion an der Luv- und der Detraktion an der Lee-Seite entsteht ein so genannter Rundhöcker. Solche können heute als Hinterlassenschaften der pleistozänen Vereisung in den Alpen gefunden werden.

#### Talformung
Durch Flüsse entstehen in Gebirgen zumeist tief eingeschnittene V-förmige Kerbtäler. Im Gegensatz dazu sind Gletscher zu einer sehr viel stärkeren Seitenerosion fähig, wodurch glazial geformte Täler eine markante U-Form besitzen und als Trogtäler bezeichnet werden.
Dabei wurde auch oft vorglaziales Material in den Urtälern von den Gletschern ausgeschürft und mitgeführt. Dadurch wurden frühere Schichten fluvialer Sedimente durch glazialen Geschiebemergel ersetzt. Deutlich sichtbar ist oft an den Talhängen die Schliffgrenze, welche markiert, bis zu welcher Mächtigkeit einst ein Gletscher das Tal ausgefüllt hatte.

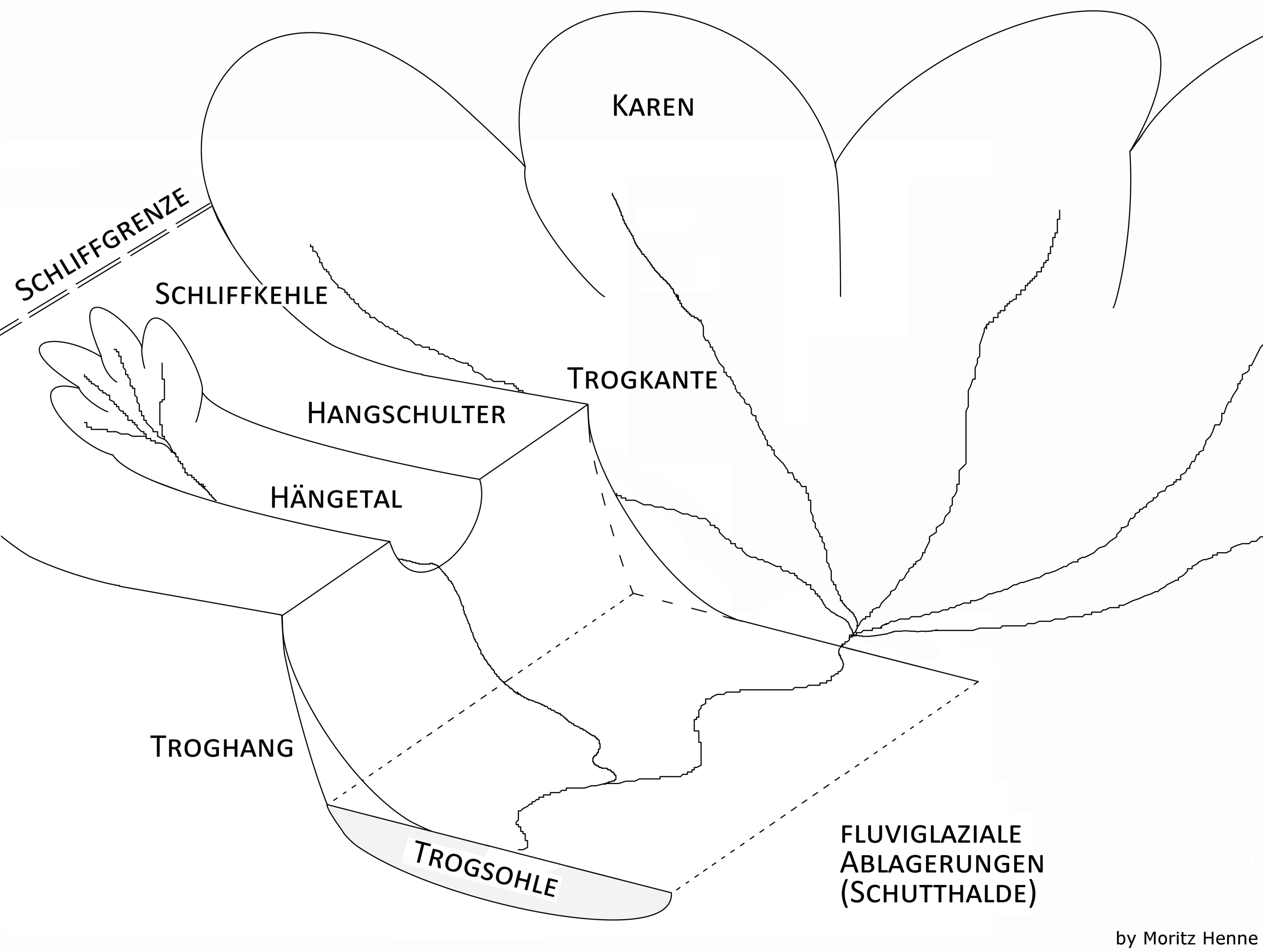
Talformung durch Gletscher

#### Nunatak
In Eisstromnetzen, wie man sie heute beispielsweise in Alaska noch vorfindet oder wie sie im Pleistozän in den Alpen ausgeprägt waren, vermögen Gletscher auch Talscheiden zu überfließen und diese daher auch erosiv zu formen.
Ragt ein Berg aus einem Eisstromnetz oder einer Inlandvereisung hinaus, bezeichnet man diesen als Nunatak (Plural: Nunataker oder Nunatakker). Die nicht durch Gletschereis geformte Spitze eines Nunatak wird auch als Horn bezeichnet, welches sich durch seine schroffen Kanten deutlich vom stärker gerundeten niedrigeren Bereich des Berges unterscheidet.

#### Fjell
Als Landschaftsform, in der auch Bergspitzen einst von Eis überformt wurden und heute nur noch als gerundete Kuppen vorhanden sind, ist das skandinavische Fjell sehr bezeichnend für die formende Gewalt der einst auf Nordeuropa auflastenden Eismassen.

### Ablagerungen

#### Glaziale Serie

Gletscherspuren

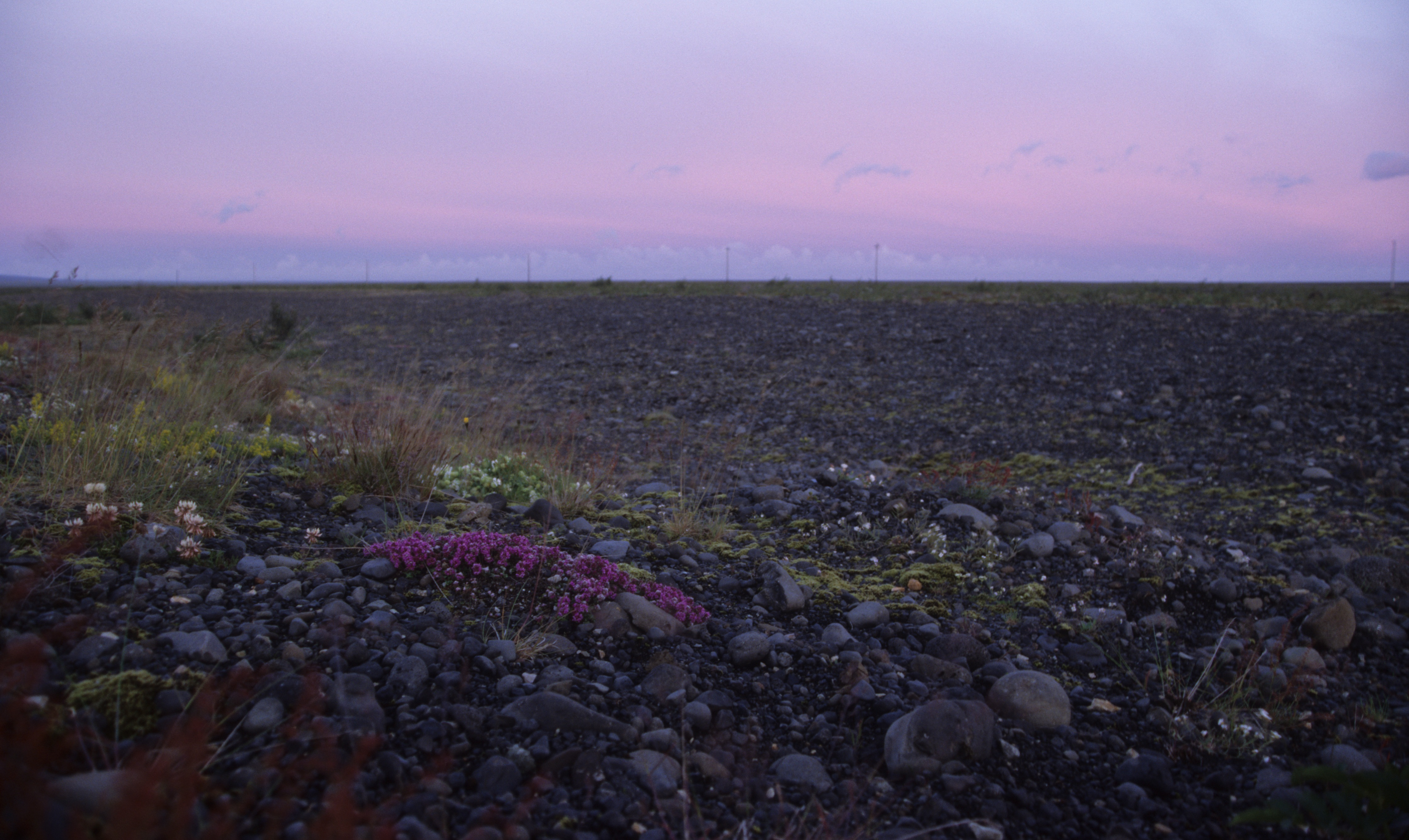
Geschiebe vor dem Skaftafellsjökull, Island

- Moränen: Als Moräne bezeichnet man die Gesamtheit des vom Gletscher transportierten Materials. Da Gletscher feste Körper sind, können sie alle Korngrößenklassen, vom Ton über Sand bis hin zu gröbsten Blöcken, aufnehmen, transportieren und wieder ablagern. Je nach der Lage zum Gletscher bezeichnet man sie als Ober-, Seiten-, Mittel-, Innen-, Unter- oder Endmoräne. Der Begriff „Moräne“ bezieht sich mittlerweile eher auf die entsprechenden Landschaftsformen und nicht mehr auf das eigentliche Material, welches heute als Geschiebemergel bezeichnet wird.
- Ablagerungsformen: Bei zurückgetauten Gebirgsgletschern sind die Moränen die am weitesten verbreiteten Ablagerungen, die leicht mit dem betreffenden Gletscher (wenn er noch vorhanden ist) in Verbindung zu bringen sind. Im nördlichen Mitteleuropa und im Alpenvorland haben die Gletscher als typische Formengesellschaft die Glaziale Serie mit den Elementen Grundmoräne, Endmoräne, Sander und (nur in Norddeutschland) Urstromtal hinterlassen. Auch hier gibt es zahlreiche Kleinformen wie zum Beispiel Findlinge, Drumlins, glaziale Rinnen, Oser (Einzahl Os) und Kames.

## Glazialisostasie
Kontinentalplatten befinden sich normalerweise in einem Zustand des Gleichgewichts zwischen der durch ihre Masse und die Gravitation bedingte Kraft und dem Auftrieb durch den Erdmantel. Dieses Gleichgewicht ist die Isostasie. Es kann jedoch dadurch gestört werden, dass sich auf eine Kontinentalplatte oder Teile davon große Mächtigkeiten einer Inlandvereisung anlagern. Durch das zusätzliche Gewicht wird die Erdkruste zu einer vertikalen Ausgleichsbewegung gezwungen, um wieder den Zustand der Isostasie zu erreichen.
Das Inlandeis über Skandinavien bewirkte ein deutliches Absinken dieses Gebiets in den Kaltzeiten. Nach dem Abschmelzen dieser Massen lag der Großteil Finnlands sogar unter dem Meeresspiegel. Seitdem hebt sich Nordeuropa auch wieder erneut als Ausgleichsbewegung. Die Hebungsraten erreichen hier bis zu 9 mm pro Jahr.

## Glazialeustasie
Durch das massive Binden von Wasser in Form von Eis auf Landflächen sank in den Kaltzeiten der Meeresspiegel und lag bis zu 150 Meter niedriger als heute. Dadurch fiel u. a. die heutige Nordsee trocken und bildete eine Landbrücke zwischen Europa und Britannien. Maas und Themse waren Nebenflüsse des Rheins.
Wenn die heute noch vorhandenen Eismassen abschmelzen würden, stiege der Meeresspiegel um weitere 60 bis 70 Meter. Mit einem durch Abschmelzen insbesondere von Eis der Antarktis bedingten Meeresspiegelanstieg wird im Rahmen der globalen Erwärmung gerechnet. Die Prognosen von Klimaexperten weichen dabei noch stark voneinander ab. Stark bedroht wären hiervon besonders sehr tief liegende Länder wie Bangladesch oder die Depressionsgebiete in den Niederlanden.

## Klima

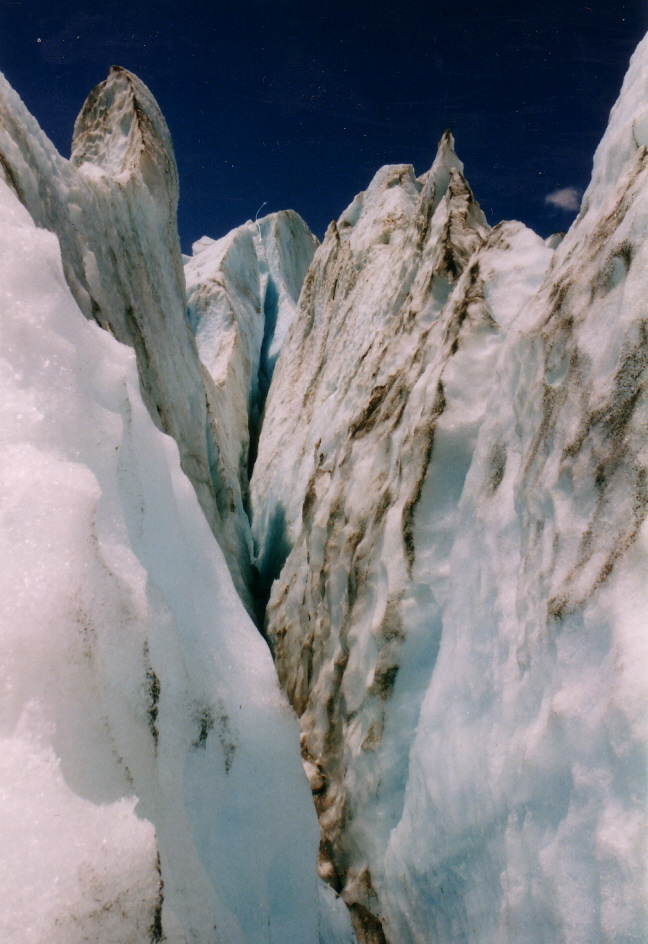
Gletschereis

Obwohl Gletscher nur einen geringen Teil der Erdoberfläche ausmachen, ist weitgehend unumstritten, dass sie je nach Größe das lokale wie weltweite Klima stark beeinflussen. Dabei sind zwei physikalische Eigenschaften von Bedeutung:
- Die Albedo der Erdoberfläche erhöht sich auf einem Gletscher bedeutend, solang er nicht ausgeapert oder von Kryokonit bedeckt ist: Eintreffendes Sonnenlicht wird zu nahezu 90 % zurückgespiegelt, wodurch es seinen wärmenden Energieeintrag in die Biosphäre nicht entfalten kann. Ein einmal ausgedehnter Gletscher hat daher die Tendenz, weiter abzukühlen und sich weiter zu vergrößern. Über ihm entsteht in Verbindung mit tiefen Temperaturen ein Hochdruckgebiet.
- Gletscher wirken als Wasserspeicher. Es wird als Eis in den Gletschern gespeichert und so dem Wasserreservoir vorübergehend oder länger anhaltend entzogen. Mit dem Abschmelzen der Gletscher infolge der Erwärmung des Klimas kann es zu einem Anstieg des Meeresspiegels kommen. Dies gilt vor allem für die Eisschilde Grönlands und der Antarktis.

Die Wirkung des vermehrten Eintrags von Schmelzwasser auf die Meeresströmungen, insbesondere auf das Golfstromsystem, ist derzeit Gegenstand wissenschaftlicher Untersuchungen. Eine Theorie besagt, dass durch das Abschmelzen des arktischen Packeises bzw. des grönländischen Eisschildes der Salzgehalt im Nordpolarmeer sinkt, dadurch die Dichte des Meerwassers sich verringert und das Meerwasser bei Island nicht mehr absinkt. Dies kann den gesamten Golfstrom abbremsen und sogar zu einer Abkühlung des Klimas in Europa führen. Ob und inwieweit dieser Effekt stärker ist als die globale Erwärmung, ist nicht geklärt.
Umgekehrt werden Gletscher natürlich auch vom Klima beeinflusst und unterliegen starken Veränderungen. Diese sind nicht immer vorhersehbar. Der Zusammenhang zwischen Gletscherrückgang bzw. -vorstößen mit klimatischen Änderungen ist selten eindeutig, da ein Vorstoß aufgrund veränderter Fließgeschwindigkeiten durch stärkere Abschmelzung (besseres Gleiten auf dem Schmelzwasser) verursacht oder durch vermehrte Eisbildung in früheren Zeiten und langsames Tieferfließen verzögert werden kann. Aussagekräftiger sind daher die Massenbilanzen – d. h. die Differenzen zwischen neugebildetem und abgeschmolzenem Eis. Eine bedeutende Rolle spielen dabei auch die Niederschläge, für die aufgrund des Klimawandels eine Zunahme prognostiziert wird. Für einen Gletscher ist dann die Frage, ob diese erhöhte Niederschlagsmenge als Schnee oder als Regen herunter kommt. Schnee fördert die Eisbildung, Regen die Abschmelzung.
Auch Gebirgsgletscher unterliegen deutlichen Schwankungen. Bei plateauförmigen Gletschern wie z. B. dem Gepatschferner sind die Einzugsgebiete sehr flach. Bei nur geringem Anstieg der Durchschnittstemperatur und damit Erhöhung der Schneegrenze können große Akkumulationsflächen komplett unter die Schneegrenze fallen, was den Massehaushalt des Gletschers vollständig umwirft. Durch das Einsinken der Gletscheroberfläche (allein im Jahrhundertsommer 2003 am Gepatschferner durchschnittlich 5 m) reicht eine nachträgliche Abkühlung um denselben Betrag nicht mehr aus, um die Masseverluste auszugleichen, da die jetzt tiefer liegende Eisoberfläche weiterhin unterhalb der Schneegrenze bleibt.
Gletscher und ihre Veränderung sind eindeutige Indikatoren für langfristige Klimaänderungen. Infolge der globalen Erwärmung kommt es seit Beginn der Industrialisierung weltweit zu einer massiven Gletscherschmelze.
Durch regelmäßige Messungen der Masseverluste lässt sich für jeden Gletscher ein Gletscherschwundtag bestimmen, an dem der Gletscher mehr Eis und Schnee verloren hat, als er im vorhergehenden Winter zugenommen hat. Der Gletscherschwundtag soll das Bewusstsein für den raschen Verlust von Gletschern aufgrund des Klimawandels stärken.

## Als Süßwasserreserve

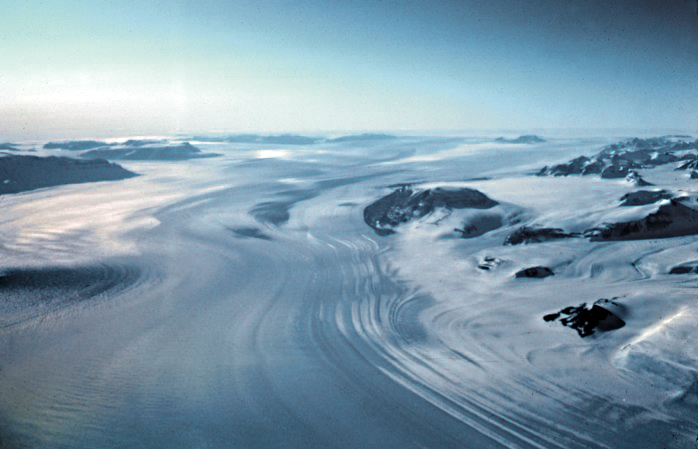
Ein Gletscher in der Antarktis

In den Gletschern und Eiskappen der Erde sind 68,7 % des weltweiten Süßwassers als Schnee oder Eis gespeichert; sie dienen etwa einem Drittel der Weltbevölkerung zur Wasserversorgung.
In vielen Regionen stellen Gletscher damit (noch) eine sichere Wasserversorgung der Flüsse in der niederschlagsarmen Sommerzeit dar, da sie vor allem in dieser Zeit abschmelzen. Sie wirken darüber hinaus ausgleichend auf den Wasserstand, zum Beispiel beim Rhein.
In den wüstenhaften Gebirgsregionen des Pamir und Karakorum werden die Talböden und Berghänge fast ausschließlich mithilfe von Gletscherwasser bewässert und urbar gemacht. Auch in den trockenen Tälern der Alpen (Vinschgau, Wallis) gibt es ausgedehnte Netze von Kanälen, die teilweise heute noch genutzt werden. Eine Gefahr können die aus früheren Zeiten im Eis eingeschlossenen Umweltgifte sein.

## Nutzung durch den Menschen

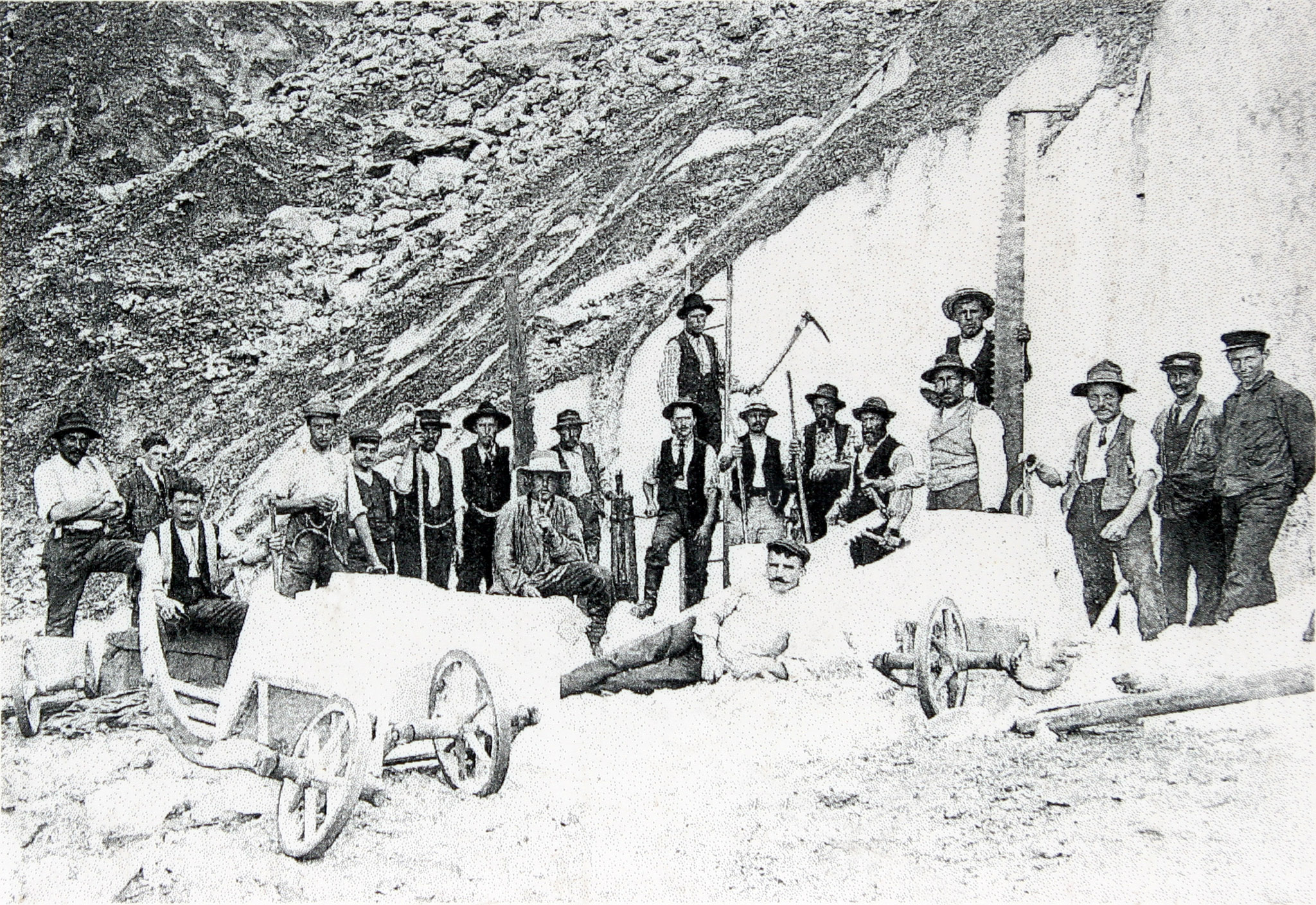
Gletschereisarbeiter am Unteren Grindelwaldgletscher um 1912.

Auf Grund ihrer imposanten Erscheinung haben Gletscher heute eine enorme Bedeutung für den Tourismus in Gebirgen und in den hohen Breiten. Sie sind immer ein Anziehungspunkt, wenn sie verkehrstechnisch erschlossen sind. Dann eignen sie sich auch für den Wintersport als schneesicheres Gletscherskigebiet.
Bis zur allgemeinen Verbreitung von Kühlanlagen wurde an einigen Gletschern das Gletschereis abgebaut und exportiert.

## Als Lebensraum
Gletscher bilden einen Kryal genannten Lebensraum, in dem beispielsweise Biofilme, Schneealgen und Gletscherflöhe leben.
Der Taylor-Gletscher in der Antarktis bedeckt ein sehr seltenes mikrobielles Ökosystem. Die Blood Falls sind ein rotfarbener Ausfluss aus der Gletscherzunge.

## Forschung

### Forschungsgeschichte
Die Vorstellung, dass Gletscher die Landschaften dieser Erde entscheidend mitgeformt haben, ist noch nicht alt. Bis weit ins 19. Jahrhundert hinein hielten die meisten Gelehrten daran fest, dass die Sintflut die Gestalt der Erde geprägt habe und für Hinterlassenschaften wie Findlinge verantwortlich sei.
Alpen
Die Schweizerische Naturforschende Gesellschaft schrieb 1817 einen Preis für ein Thesenpapier zu dem Thema aus „Ist es wahr, dass unsere höheren Alpen seit einer Reihe von Jahren verwildern?“ und grenzte weiters ein, gesucht sei „eine unpartheyische Zusammenstellung mehrjähriger Beobachtungen über das teilweise Vorrücken und Zurücktreten der Gletscher in den Quertälern, über das Ansetzen und Verschwinden derselben auf den Höhen; Aufsuchung und Bestimmung der hier und da durch die vorgeschobenen Felstrümmer kenntlichen ehemaligen tiefern Grenzen verschiedener Gletscher“.
Ausgezeichnet wurde 1822 eine Arbeit von Ignaz Venetz, der wegen der Verteilung von Moränen und Findlingen schloss, dass einst weite Teile Europas vergletschert waren. Er fand jedoch nur Gehör bei Jean de Charpentier, der wiederum 1834 Venetz’ These in Luzern vortrug und es schaffte, Louis Agassiz davon zu überzeugen. Dem rednerisch begabten Agassiz, der in den folgenden Jahren intensive Studien zur Gletscherkunde betrieb, gelang es schließlich, die einstige Vergletscherung weiter Gebiete als allgemeine Lehrmeinung durchzusetzen.
Norddeutschland
In Norddeutschland wurden erste Belege für eine Vergletscherung aus Skandinavien bereits von 1820 bis 1840 gesammelt. Sie konnten die alte Lehrmeinung jedoch nicht zum Einsturz bringen. Erst ab 1875 setzte sich, bedingt durch die Erkenntnisse des schwedischen Geologen Otto Torell, der in Rüdersdorf bei Berlin eindeutige Gletscherschliffe nachwies, die Vereisungstheorie auch in Norddeutschland durch.

### Archäologie
Im Nährgebiet eines Gletschers wandelt sich Schnee zu Gletschereis um, dabei werden organische und anorganische Gegenstände mit eingeschlossen. Mit der Zeit fließt das Eis talwärts und so bewegen sich die Gegenstände ins Zehrgebiet, wo das Gletschereis auftaut. Im Jahresverlauf ist im Monat September auf der Nordhalbkugel die Eisschmelze am höchsten, so dass zu dieser Zeit am wahrscheinlichsten archäologische Funde gemacht werden können. Neben diesem wandernden Eis gibt es vereinzelt Vertiefungen, wo sich Eis über längere Zeit stationär hält, das jetzt wegen der globalen Klimaerwärmung auftaut. Der Vorteil dieser stationären Eisflächen liegt darin, dass die beim Fließen eines Gletschers entstehenden Kräfte auf die eingeschlossenen Gegenstände entfallen. So fanden sich am Schneidejoch, einem Gebirgspass in den Berner Alpen, aus verschiedenen Zeitepochen Fundstücke von früheren Passgängern. Die berühmte Gletschermumie Ötzi wiederum befand sich in einer rund 40 m langen, 2,5–3 m tiefen und 5–8 m breiten Felsmulde, über die ein Gletscher sich über 5300 Jahre lang hinwegbewegte, ohne das Eis in der Mulde zu verändern.

### Klimaarchiv
Das Eis der Gletscher kann zur Erforschung der Klimageschichte der Erde dienen. Dazu werden Eisbohrkerne entnommen und analysiert. Für das Greenland Ice Core Project bohrte man bis in eine Tiefe von 3029 Metern, wo das Eis ein Alter von mehr als 200.000 Jahren erreicht, und im European Project for Ice Coring in Antarctica konnte sogar 900.000 Jahre altes Eis erbohrt werden.
Ein weiteres mit Gletschern in Verbindung stehendes Klimaarchiv ist Gletscherholz. Das sind Überreste von Bäumen, die vor Jahrhunderten im Eis eingeschlossen wurden und bei denen die Jahresringe ausgewertet werden können.

### Gefahren

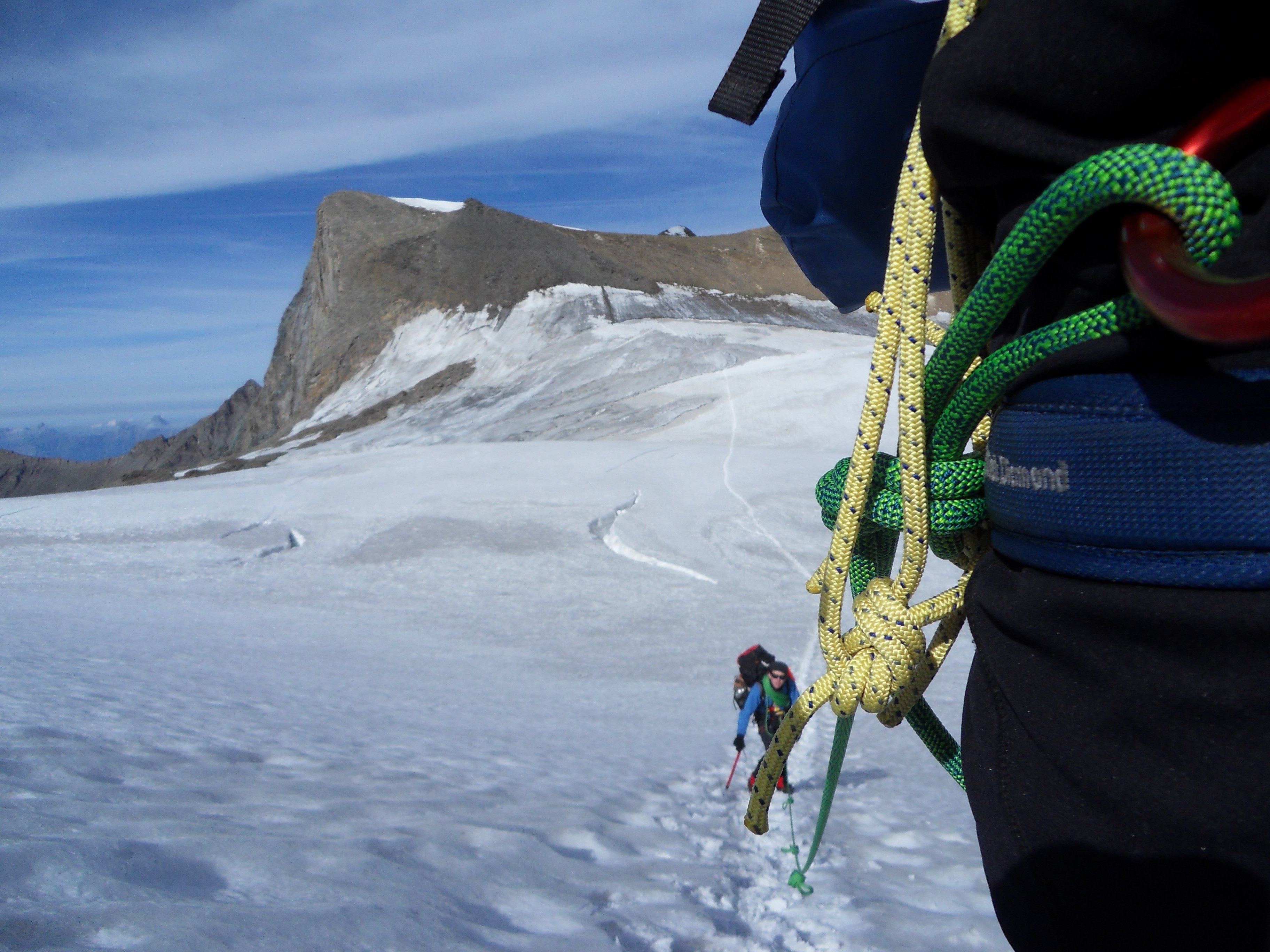
Seilschaft beim Aufstieg zur Klockerin

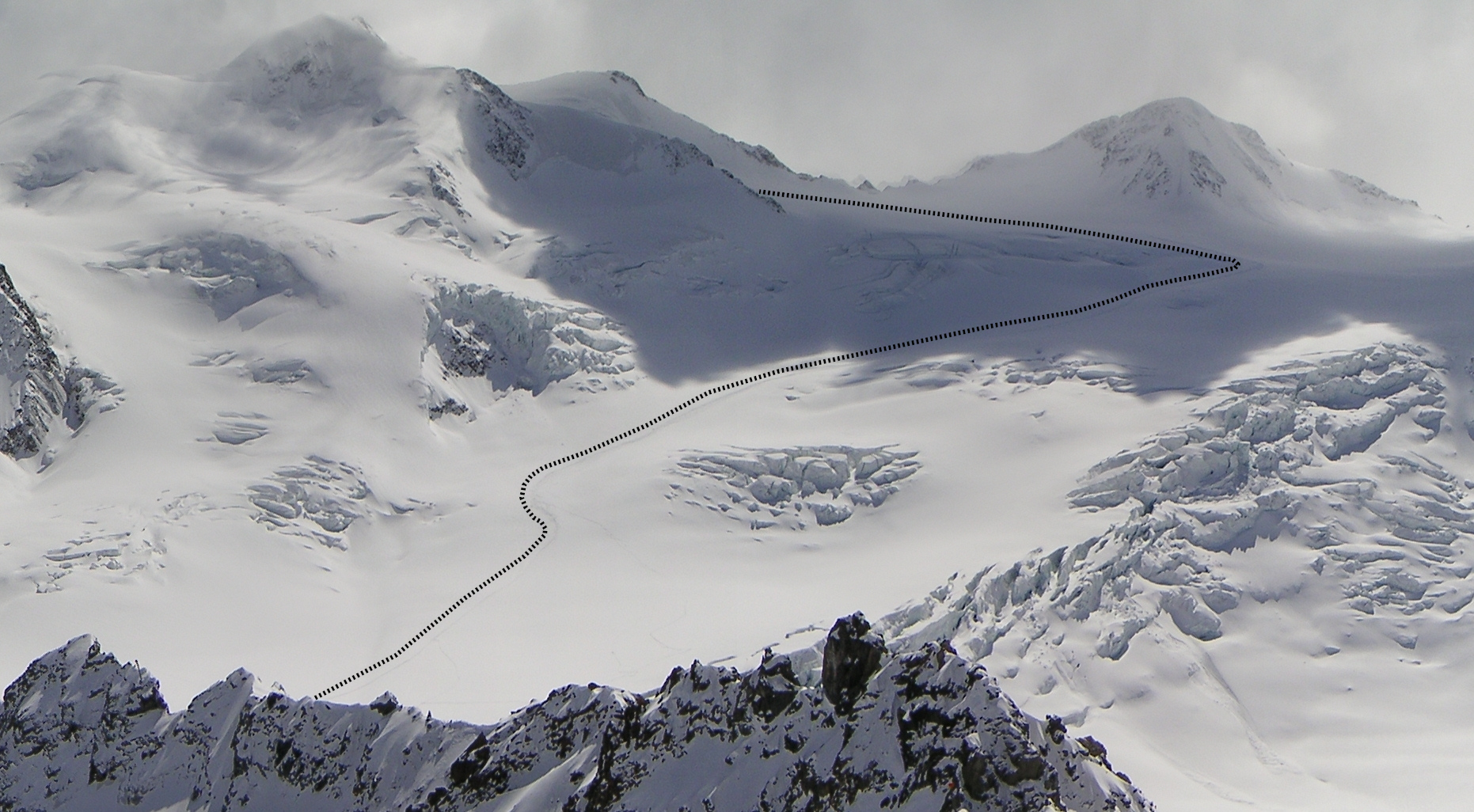
Grafisch markierte Aufstiegsspur von Skitourengehern zur Wildspitze (3768 m) in Österreich. In der Bildmitte liegt der Gletscher Taschachferner, dessen Spalten im Spätwinter weiträumig und großteils mit Schnee verschlossen sind. Die in der Bildmitte erkennbare Bruchzone wurde von den Skibergsteigern links umgangen.

Die von Gletschern ausgehenden Gefahren werden nach ihren Ursachen in folgende Kategorien eingeteilt:
- Gefahren durch Längen- und Geometrieänderungen: Durch Geometrieänderungen können Bauwerke, die sich unmittelbar am Gletscherrand befinden, gefährdet sein. Nach Gletscherrückgang freigelegte Moränen und Felswände können instabil werden, so dass es zu Rutschungen und Hangabstürzen kommt.
- Gefahren durch Gletscherhochwasser: Gletscherhochwasser sind meist nicht niederschlagsbedingt, sondern entstehen, wenn durch den Gletscher aufgestaute Seen oder in den Eismassen gespeicherte verborgene Wassertaschen sich plötzlich entleeren. Diese Ausbrüche verursachen oft verheerende Flutwellen, die zu großen Schäden im Tal führen. In Island nennt man diese Ausbrüche Gletscherlauf.
- Gefahren durch Gletscher- und Eisstürze, Gletscherbruch: Bei Hängegletschern kommt es regelmäßig zu großen Eisabbrüchen. Dadurch ausgelöste Eislawinen oder Eisstürze können eine Gefahr für Siedlungen und Verkehrswege sein, und beim Auftreffen auf Wasserflächen durch den Verdrängungsdruck der Wassermassen gefährliche Flutwellen auslösen.
- Gletscherspalten sind bis zu Dutzende Meter tiefe Risse im Eis und bergen beim Begehen der Gletscheroberfläche die Gefahr des Hineinstürzens und zusätzlich des darin Verklemmens. Heimtückisch ist, dass sie durch Schneeüberlagerung schwer erkennbar sein können und diese Schneebrücken bei Belastung mitunter einbrechen. Ein nicht aperer Gletscher sollte daher nicht allein, sondern nur in einer Seilschaft betreten werden, wobei die Abstände der Seilschaftsmitglieder ausreichend groß gewählt werden sollten, um auf den plötzlichen Sturz eines anderen reagieren zu können.
- Durch das Abtauen von Gletscherdämmen, die Eisstauseen bilden, können Flutkatastrophen verursacht werden. Die größten bekannten Flutkatastrophen Europas[28], Asiens[29][30] und Amerikas[31] sind darauf zurückzuführen.
- Durch Vulkanismus hervorgerufene subglaziale Eruptionen können, zusätzlich zu den Gefahren eines Vulkanausbruchs Gletscherlauf und Flutkatastrophen auslösen.

## Daten

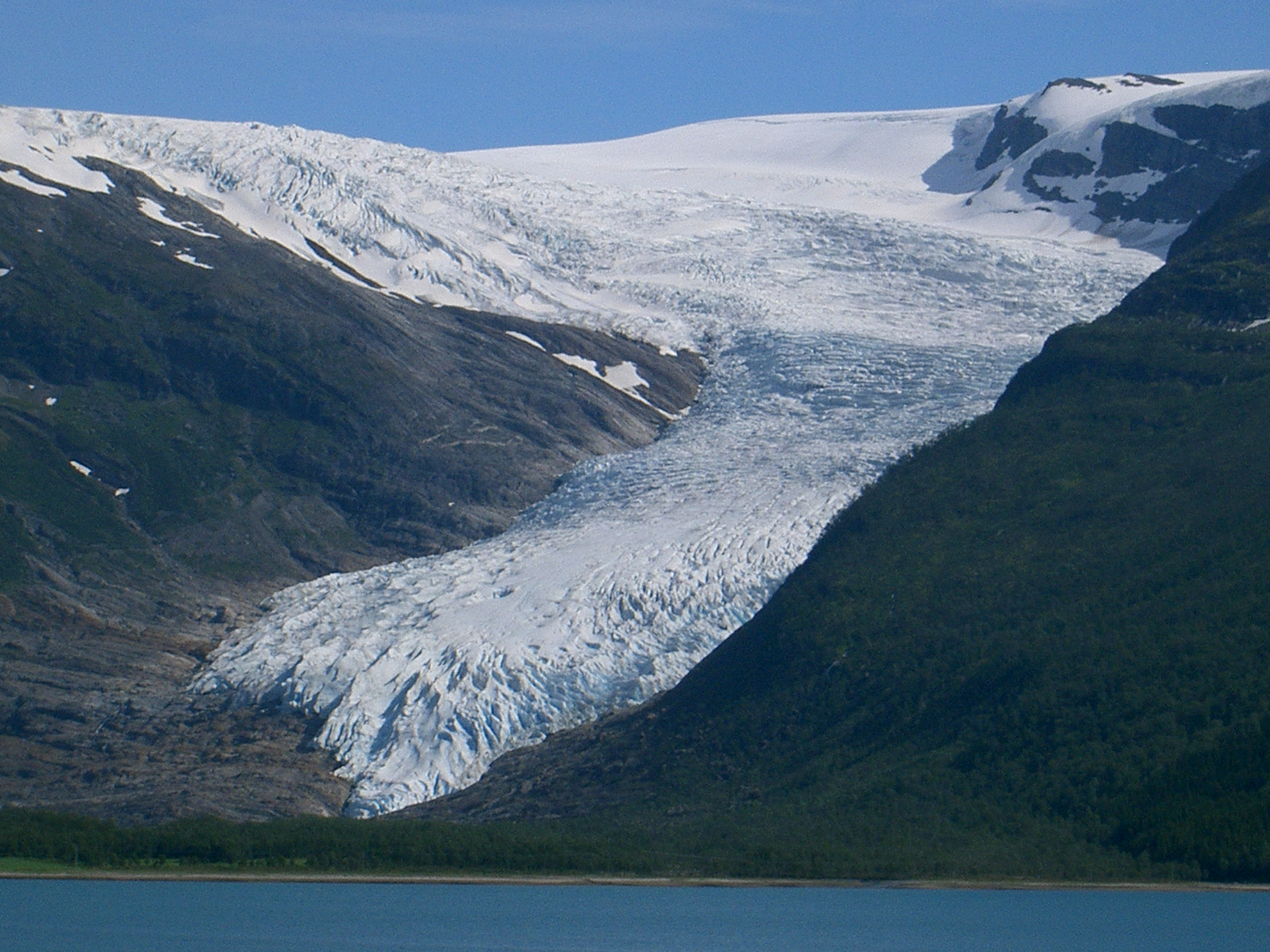
Engabreen, Svartisen, Norwegen

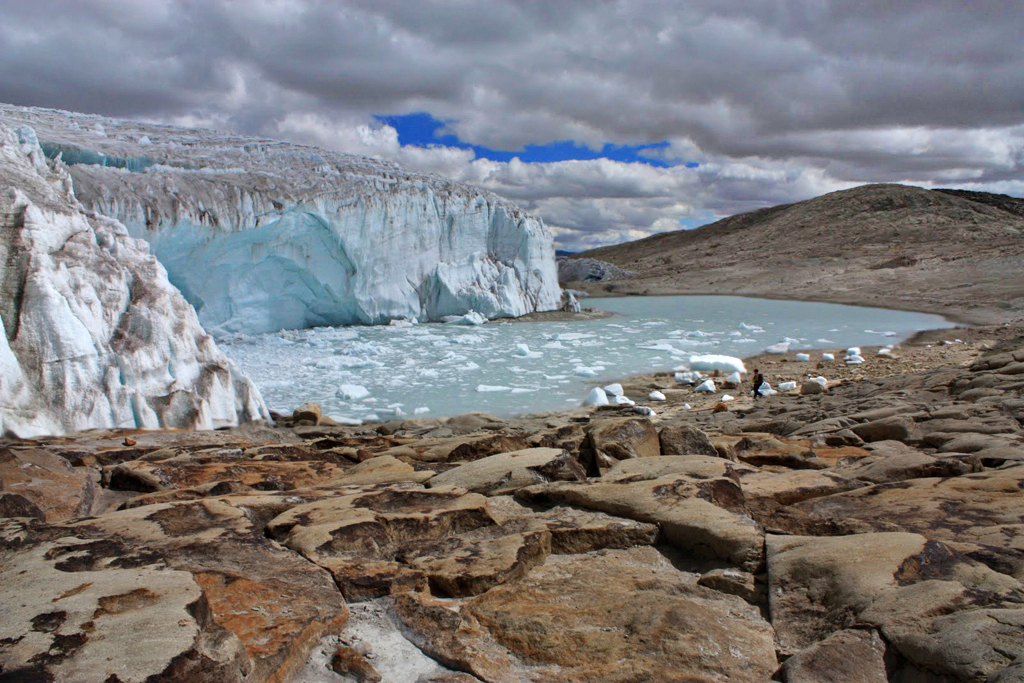
Quelccaya, Peru

### Größe, Lage und Verhalten
Zurzeit sind 15 Millionen Quadratkilometer der festen Erdoberfläche von Gletschereis bedeckt. Das entspricht etwa 10 % aller Landflächen. Während der letzten Kaltzeit waren es 32 % der Landoberfläche.
Größe
- Der größte Gletscher der Erde (ohne Inlandeis) ist der Lambert-Gletscher (Antarktis).
- Der größte außerpolare Gebirgsgletscher der Erde ist mit 4275 km² Fläche der Malaspina (Alaska).
- Der längste außerpolare Talgletscher der Erde ist der Fedtschenko-Gletscher im Pamir in Tadschikistan mit 77 km Länge
- Der flächenmäßig größte europäische Gletscher ist mit 8200 km² Fläche der Austfonna (Spitzbergen/Norwegen).
- Ihm folgt mit 8100 km² Fläche der größte Plateaugletscher Islands, der Vatnajökull. Mit bis zu 900 m Dicke ist er vom Volumen der größte europäische Gletscher.
- Der größte europäische Festlandgletscher ist mit ca. 500 km² Fläche der Jostedalsbreen (Norwegen).
- Der größte und längste Alpen-Gletscher ist der Aletschgletscher (117,6 km² / 23,6 km lang; Schweiz).
- Der größte der fünf Gletscher in Deutschland ist, Stand 2018, der Höllentalferner.[32]
- Der größte Gletscher in Österreich ist die Pasterze am Großglockner.
- Der größte und längste Gletscher im Kaukasus ist der Besengi bei der Besengi-Mauer in der Besengi-Region.
- Der größte Gletscher in der tropischen Klimazone ist die Eiskappe des Coropuna in Peru. Bis in die 2010er Jahre galt die Quelccaya-Eiskappe als größter Tropengletscher, ihre Schmelzrate war aber noch höher als die am Coropuna, so dass sie nurmehr zweitgrößter ist.[33]
- Der größte Gletscher Südamerikas ist das Campo de Hielo Sur in Argentinien und Chile.

Minimale Höhe der Gletscherzunge in den Alpen
- Der Glacier des Bossons am Mont Blanc reichte bis auf etwa 1.400 m Höhe über dem Meeresspiegel hinunter (Stand 2008).[34]

Fließgeschwindigkeit
- Alpen-Gletscher bewegen sich mit bis zu 150 m pro Jahr.
- Himalaya-Gletscher fließen mit bis zu 1500 m im Jahr, also bis 4 m am Tag.
- Die Auslassgletscher Grönlands bewegen sich bis zu 10 km pro Jahr bzw. bis zirka 30 m am Tag. Der Jakobshavn Isbræ an der grönländischen Westküste gilt als der Gletscher mit der dauerhaft größten Geschwindigkeit,[35] Surge-Gletscher können aber während der aktiven Phase noch erheblich schneller fließen und mehr als 100 m pro Tag zurücklegen.

Äquatornähe
- Die äquatornächsten Gletscher befinden sich auf dem Vulkan Cayambe (Ecuador).
- Der äquatornächste Gletscher, der sogar ins Meer kalbt, ist der Ventisquero San Rafael, ein Teil des Campo de Hielo Norte (Chile) nahe dem 47. südlichen Breitengrad (genau: 46,689° S, 73,848° W, entspricht auf der Nordhalbkugel etwa der Breitenlage von Bozen).